# Hengkou, Fujian
Hengkou (kinesiska: 横口) är en socken i sydöstra Kina. Den ligger i Yongchun härad i staden Quanzhou i provinsen Fujian, omkring 160 kilometer sydväst om provinshuvudstaden Fuzhou. Antalet invånare är 7 671. Befolkningen består av 3 392 kvinnor och 4 279 män. Barn under 15 år utgör 16,0 %, vuxna 15-64 år 76 %, och äldre över 65 år 6,0 %.